# Igreja de Nossa Senhora de Nazaré de Camamu
A Igreja de Nossa Senhora de Nazaré de Camamu (ou igreja de Nossa Senhora de Nazaré e Capela de Nossa Senhora de Nazaré), é uma igreja localizada na Praça Almirante Muniz na cidade de Nazaré no estado da Bahia. Seu nome foi alterado para Igreja de São Roque. Foi tombada pelo Instituto do Patrimônio Histórico e Artístico Nacional (IPHAN) em 1961.

## História
A capela de Nossa Senhora de Nazaré está localizada ao centro do Largo do Camamú e a sua fachada principal tem vista para o rio Jaguaripe.
A historia da Igreja de Nossa Senhora de Nazaré remonta ao desbravamento da região, que ocorreu na segunda metade do século XVII. Segundo relatos orais, motivados pela aparição da Virgem de Nazaré que levou romarias para o local, a população ajudou a construir a primitiva Capela em torno do ano de 1649. Foi erguida nas terras de Antônio de Brito.
Em 1753 é criada a Freguesia de Nossa Senhora de Nazaré e o padre José Loreato Cruz reporta aos seus superiores o estado precário da capela, que estando próximo ao rio, várias vezes já tinha sido inundada.

## Arquitetura
Sua planta apresenta alguns elementos raros: capela-mor com abóbada de alvenaria e galeria alta envidraçada. É coberta por telhado duas águas na área da nave central e capela-mor, enquanto a sacristia e galerias são cobertas por meia água. A nave possui coro e um corredor lateral que dá acesso à sacristia.
No seu frontispício, o corpo principal possui portada em cantaria ladeada por duas janelas e encimada por outras duas, no nível do coro, finalizado por frontão triangular embrechado com azulejos, cercado por pináculos. A torre única apresenta janela na altura do coro e sineira, com terminação trapezoidal, do século XIX, que se destaca na volumetria por suas proporções.
No seu interior encontram-se altares em talha neoclássica e preserva uma boa quantidade de imagens, como a Nossa Senhora de Nazaré, São Gonçalo e as Virgens dos Navegantes, Menino Jesus, São Roque,  Pilar, Bom Despacho e Boa Morte. Também possui uma pia batismal em pedra, revestida de azulejos. A capela-mor é coberta por abóbadas em berço de tijolo e a nave em madeira. O piso térreo é revestido de lajotas de cerâmica.